# Ван Цзянь (Рання Шу)
Ван Цзянь (кит.: 王建; піньїнь: Wáng Jìan), храмове ім'я Гаоцзу (кит.: 高祖; піньїнь: Gāozǔ; 847 — 11 липня 918) — засновник і перший правитель Ранньої Шу періоду п'яти династій і десяти держав.

## Життєпис
За володарювання династії Тан був офіцером, а потім отримав пост цзєдуши Сичуані. В листопаді 907 року Ван Цзянь проголосив створення власної держави — Ранньої Шу.
Він був неграмотним, однак поважав і підтримував учених-аристократів, з якими багато спілкувався.
Наприкінці 908 року війська Шу та Пізньої Тан вдались до спроби захоплення столиці Пізньої Лян, міста Чанань, однак зазнали поразки й були змушені відступити.
918 року Ван Цзянь помер, після чого трон успадкував його син Ван Цзунянь, за якого держава почала занепадати, 925 року припинивши своє існування.